# 都市計画道路久喜東停車場線
都市計画道路久喜東停車場線（としけいかくどうろ くきひがしていしゃじょうせん）は、埼玉県久喜市の都市計画道路である。

## 概要
- 開通：1974年（昭和49年）1月
- 管理：1974年（昭和49年）から久喜市で管理
- 起点・終点の自治体
  - 埼玉県久喜市（起点）
  - 久喜市（終点）
- 通過する自治体
  - 久喜市
- 制限速度：全区間40 km/h
- 愛称として「東口大通り」とも称される。

久喜駅東口が1970年（昭和45年）11月20日に開設された後、東口駅前広場の整備が1971年（昭和46年）6月より行われ、東口駅前広場は1971年（昭和46年）11月末に完成。その後1974年（昭和49年）1月に開通した都市計画道路である。久喜市の管理上は「市道久喜2号線」となっており、都市計画上では「3・4・3久喜東停車場線」となっている。幅員は平沼和戸線との交点までの区間が20 m、交点以東が16 mとなっている。
2013年（平成25年）度から、圏央道側道までの約870 mの区間の整備が進められており、2022年（令和4年）3月の完成が目標とされている。建設地付近では「NPO法人久喜の自然を愛する会」により自然観察会が行われており、絶滅危惧種であるオグルマなどが植生している。
また、久喜駅東口周辺の東口大通り商店会により毎年8月上旬に七夕祭りが催されている。東口駅前広場に関しては2001年度（平成13年度）に改修工事が竣工している。

## 主な交差する道路
| 供用区間 - 太田小通り（市道） - 都市計画道路青毛下早見線（いちょう通り） | 未開通区間 - 都市計画道路平沼和戸線（けやき通り、延伸予定） - 首都圏中央連絡自動車道側道 |

## 主な交差する河川
| 供用区間 - 中落堀川（東大橋） | 未開通区間 - 中堀落川 - 掛堀用水 - 中堀落川 - 大落古利根川 |

## 沿道（周辺）の主な施設
| 供用区間 - 久喜駅 - 久喜警察署久喜駅東口交番 | 未開通区間 - 古利根川水循環センター - 吉羽天満宮 - 諏訪神社 - 首都圏中央連絡自動車道 - 宮代町総合運動公園 - 昌平中学・高等学校 |